# Elliniko Indoor Arena
Die Elliniko Indoor Arena war eine Sporthalle in Elliniko, einem Vorort der griechischen Hauptstadt Athen. Die Anlage war Teil des Elliniko Olympic Complex.
Die Indoor Arena wurde anlässlich der Olympischen Sommerspiele 2004 errichtet und befand sich neben der Elliniko Fencing Hall. Errichtet wurde die Halle von der Michaniki und EllisDon Construction Corporation. Die Bauarbeiten endeten am 31. Mai 2004, die offizielle Eröffnung erfolgte am 30. Juli 2004. Während den Olympischen Spielen fanden in der Indoor Arena die Vorrundenspiele im Basketball und die Finalspiele im Handball statt. Beim Basketball betrug die Zuschauerkapazität 15.000,. beim Handball 13.500. Während der Olympischen Spiele war die Kapazität jedoch auf 10.700 respektive 10.300 Zuschauer beschränkt. Bei den im Anschluss ausgetragenen Sommer-Paralympics 2004 diente die Halle als Wettkampfstätte für die Spiele im Rollstuhlrugby.
In den Folgejahren nutzten verschiedene Basketballvereine, darunter AEK Athen, Panellinios Athen und Panionios Athen die Indoor Arena. Auch das Endspiel um den griechischen Basketballpokal fand zwischen 2008 und 2013 jährlich in der Halle statt.
Im Jahre 2022 erfolgte der Abriss der Sportstätte.